# Едвард Веберсфельд
Едвард Веберсфельд (пол. Edward Webersfeld; 1845, Львів — 3 серпня 1918, Львів) — польський актор, публіцист, театрознавець.

## Біографія
Син Олександра, австрійського вчителя народної школи (зокрема у Кракові та Жешуві), та Людвіки Даррі, доньки купця. Брат активістки «Соколу» в Самборі — Емілії Годфреєв. Виховувався в полонізованій австрійській родині з сильними традиціями незалежності. Дитинство пройшло під Львовом, у Давидові. Тричі одружений (у тому числі з актрисою Людвікою Веберсфельд), мав одну доньку Магдалину.
У 1861—1863 роках відвідував Вищу гімназію в Жешуві (яку не закінчив). У 1863 році разом зі своїми друзями — актором Ґуставом Фізером, Марцелієм Збоїнським, Олександром Подвишинським та Людвіком Вебером фон Еренцвейгом записався до повстанського відділу Гвардії смерті Рошбруна в Ойцові. Воював у загоні Куровського під Мєховом, потім у загоні Анджея Лопацького, Вітольда Рогойського, генерала Діонізія Чаховського тощо поблизу Стефанкува, Борія, Островця та Рєчніва. З середини 1880-х років діяв у Львові для ветеранів Січневого повстання (організував громаду ветеранів повстання у Львові). Опублікував також у галицькій пресі численні спогади про повстанські сутички, в яких брав участь (у львівській пресі). Коротко був також поліцаєм (табірним старшиною жандармерії) в Гусятині.
Автор кількох театральних п'єс і перекладів драматичних творів з німецької. Особливо цінними для театрологів є його спогади про роботу в акторських трупах галицьких мандрівних театрів, які він опублікував у 1890—1917 роках, наприклад у «Scena i Sztuka» та «Echo Muzyczne, Teatralne i Artystyczny» та монографію Львівського театру разом з Оперою під керівництвом його друга — Людвіка Геллера. Будучи чиновником львівського магістрату, він розробив і видав новаторську монографію про місто Яворів, яка й сьогодні є важливим збірником знань про його історію.
Як провінційний актор дебютував у 1863 році з Костянтином Лобойко (з яким познайомився завдяки Гелені Моджеській) у Жешові та Сендзішуві. Однак його офіційним дебютом вважають ролі в «Юзефі Бенді» 1865 року. У наступні роки виступав у провінційних театрах з Константиєм Суліковським у Тарнові, Мілошем Штенгелем у Станіславові та з Юзефом Бендою, наприклад в Ярославі, де він грав разом з Геленою Моджеєвською. Два сезони, 1867/1869, працював у львівському театрі Скарбковського (влітку давав концерти в Криниці, де, між іншим, виступали виконавці з Ряшіва: Юзефіна Решке, Ян Решке, Едвард Решке та Емілія Решковна, Казімеж Гофман, Кароль Стануховський та інші).